# تازه‌آباد (آق‌قلا)
تازه‌آباد روستایی در دهستان مزرعه جنوبی بخش وشمگیر شهرستان آق‌قلا استان گلستان ایران است.

## جمعیت
بر پایه سرشماری عمومی نفوس و مسکن در سال ۱۳۹۵ جمعیت این مکان ۳۷۵ نفر (۱۰۷خانوار) بوده‌است.